# Mindszent
Mindszent je mesto na Madžarskem, ki upravno spada pod podregijo Hódmezővásárhelyi Županije Csongrád.